# Johan Paalzow

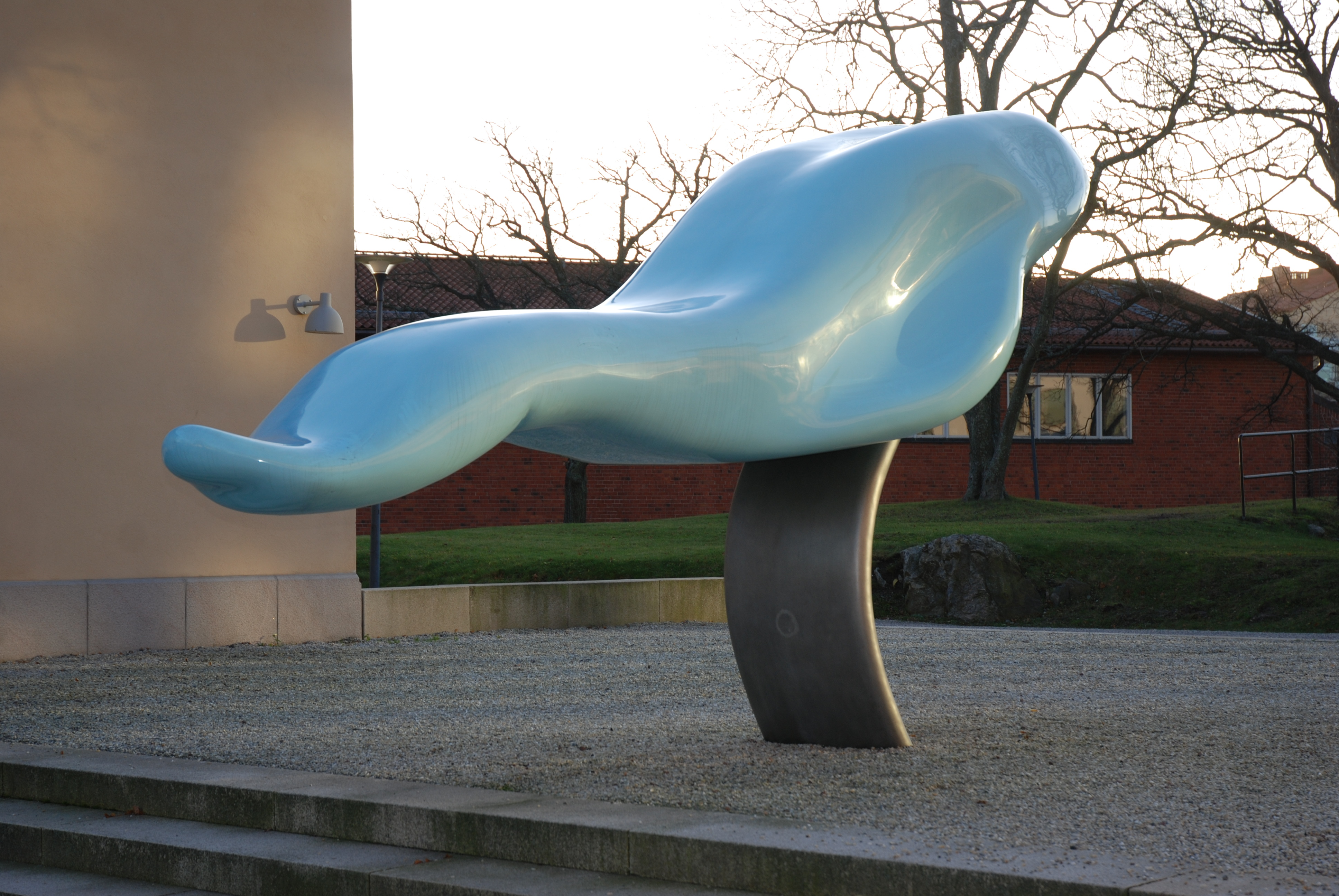
Moby Dick, Campus Konradsberg i Stockholm

Nils Johan Gustav Paalzow, född 28 januari 1961 i Engelbrekts församling i Stockholm, är en svensk skulptör.
Johan Paalzow utbildade sig på konstlinjen på Konstfack i Stockholm. Han arbetar ofta i material som polyesterplast, aluminium och gummi, polyester. 

## Offentliga verk i urval
- Moby Dick, i formgjuten polyester med gelcoat och aluminium, 2004, Campus Konradsberg, tidigare Lärarhögskolan i Stockholm.
- Gulliver, aluminium och polyester, 2010, bostadsområdet Hammars park i Limhamn i Malmö.[3]
- Bee there, två skulpturer, 2013, Gamla gatan i Örebro.